# 1990 OQ3
1990 OQ3 är en asteroid i huvudbältet som upptäcktes den 27 juli 1990 av den amerikanske astronomen Henry E. Holt vid Palomar-observatoriet.
Asteroiden har en diameter på ungefär 5 kilometer.